# Episodi di Happy Days (sesta stagione)
La sesta stagione della serie TV Happy Days è stata trasmessa negli Stati Uniti dal 12 settembre 1978. In Italia questa stagione è trasmessa in prima visione su Rai 1.
| nº | Titolo originale                        | Titolo italiano                        | Prima TV USA      | Prima TV Italia  |
| -- | --------------------------------------- | -------------------------------------- | ----------------- | ---------------- |
| 1  | Westward Ho!: Part 1 2 e 3              | Un viaggio nel West, 1 2 e 3 parte     | 12 settembre 1978 | 19 novembre 1981 |
| 2  | Westward Ho!: Part 1 2 e 3              | Un viaggio nel West, 1 2 e 3 parte     | 12 settembre 1978 | 20 novembre 1981 |
| 3  | Westward Ho!: Part 1 2 e 3              | Un viaggio nel West, 1 2 e 3 parte     | 19 settembre 1978 | 21 novembre 1981 |
| 4  | Fonzie's Blindness                      | Buio per Fonzie                        | 26 settembre 1978 | -                |
| 5  | Casanova Cunningham                     | Cunningham Casanova                    | 2 ottobre 1978    | -                |
| 6  | Kid Stuff                               | Giochiamo insieme, Fonzie?             | 10 ottobre 1978   | 24 novembre 1981 |
| 7  | Sweet Sixteen                           | Soavi sedici anni                      | 17 ottobre 1978   | 16 novembre 1981 |
| 8  | Fearless Malph                          | L'intrepido Ralph                      | 24 ottobre 1978   | 17 novembre 1981 |
| 9  | The Evil Eye                            | L'occhio del male                      | 31 ottobre 1978   | -                |
| 10 | The Claw Meets the Fonz                 | Fermate Alfred                         | 7 novembre 1978   | 26 novembre 1981 |
| 11 | The Fonz is Allergic to Girls           | Cosa succede a Fonzie                  | 14 novembre 1978  | 25 novembre 1981 |
| 12 | The First Thanksgiving                  | La festa del Ringraziamento            | 21 novembre 1978  | 30 novembre 1981 |
| 13 | The Kissing Bandit                      | Un ladro di baci                       | 28 novembre 1978  | 28 novembre 1981 |
| 14 | The Magic Show                          | Una incredibile magia                  | 5 dicembre 1978   | -                |
| 15 | Richie Gets Framed                      | Una foto che vale                      | 12 dicembre 1978  | 27 novembre 1981 |
| 16 | Christmas Time                          | Il dono di Natale                      | 19 dicembre 1978  | -                |
| 17 | Smokin' Ain't Cool                      | Fuoco, fiamme e... fumo                | 16 gennaio 1979   | 18 novembre 1981 |
| 18 | Ralph vs. Potsie                        | I consigli di zia Fanny                | 23 gennaio 1979   | 2 dicembre 1981  |
| 19 | Stolen Melodies                         | Una canzone di successo                | 2 febbraio 1979   | 5 dicembre 1981  |
| 20 | Married Strangers                       | Una crisi... a lieto fine              | 6 febbraio 1979   | 4 dicembre 1981  |
| 21 | Marion: Fairy Godmother                 | Una lezione di galateo                 | 13 febbraio 1979  | 1º dicembre 1981 |
| 22 | Fonzie's Funeral (Part 1 e 2)           | Una bara piena di dollari, 1 e 2 parte | 20 febbraio 1979  | 7 dicembre 1981  |
| 23 | Fonzie's Funeral (Part 1 e 2)           | Una bara piena di dollari, 1 e 2 parte | 27 febbraio 1979  | 8 dicembre 1981  |
| 24 | Mork Returns (o Fifth Anniversary Show) | Il ritorno di Mork                     | 6 marzo 1979      | -                |
| 25 | The Duel                                | Il duello                              | 13 marzo 1979     | 9 dicembre 1981  |
| 26 | Chachi's Incredo-Wax                    | Una cera miracolosa                    | 8 maggio 1979     | 12 dicembre 1981 |
| 27 | Potsie Quits School                     | Anatomia, trenta e lode                | 15 maggio 1979    | 3 dicembre 1981  |

## Un viaggio nel West
- Titolo originale: Westward Ho!
- Diretto da: Jerry Paris
- Scritto da: Walter Kempley

### Trama
I Cunningham, Potsie, Ralph e Fonzie vanno in Arizona per risollevare le sorti del Ranch dello zio di Marion. Ma vengono accolti dall'antipatico vicino, H.R. Buchanan, che li avverte dell'ipoteca e che in cinque giorni porterà via loro la fattoria. Così tutti si mettono di gran lena per far funzionare il Ranch.
La seconda parte inizia con il rodeo che i Cunningham hanno promesso di organizzare. Howard è lo speaker di turno e, tra acrobazie e sfilate, la giornata si conclude con la vittoria di Thunder McCoy. Ma Buchanan rovina la festa, non solo, ricordando l'ipoteca, ma anche con petardi che spaventano due cavalli che scappano trainando un calesse con sopra Joanie. Fonzie in moto si getta all'inseguimento portando Richie.
Nella terza parte Richie riesce a salire sul carro dalla moto di Fonzie e ferma il calesse salvando Joanie. Il giorno della scadenza dell'ipoteca è arrivato, ma per i mille dollari che mancano Fonzie è disposto a cavalcare il temibile toro Diablo per gli otto secondi che servono per vincerli.
- Altri interpreti: Jason Ever (H.R. Buchanan), Ruth Cox (Thunder McCoy), Brad Wilkin (Phil), Jerry Young (Hank), Jeannie G. Allyson (Donna), Lynda Goodfriend (Lori Beth Allen, non accreditata)
- Note: In questo episodio, tutti (a parte Fonzie) sono vestiti con abiti da cowboy.

Nella sigla iniziale cambia qualche immagine e nella carrellata dei personaggi principali, oltre alle immagini nuove di Anson Williams e Erin Moran, sono presenti anche Al Molinaro e, occasionalmente, Scott Baio.

## Buio per Fonzie
- Titolo originale: Fonzie's Blindness
- Diretto da: Jerry Paris
- Scritto da: Richard Rosenstock e Ron Leavitt

### Trama
L'indaffarato Alfred urta con il vassoio Fonzie che perde la vista. I Cunningham, Potsie e Ralph faranno di tutto per aiutarlo. Perfino smontando la sua moto.

## Cunningham Casanova
- Titolo originale: Casanova Cunningham
- Diretto da: Jerry Paris
- Scritto da: Bob Brunner

### Trama
Uscire con una majorette è una nuova trovata di Potsie e Ralph. Anche Richie lo fa con Corinne, ma, dopo aver ingannato Lori Beth, le confessa tutto.
- Altri interpreti: Lynda Goodfriend (Lori Beth Allen), Mary Margaret (Corinne)

## Giochiamo insieme, Fonzie?
- Titolo originale: Kid Stuff
- Diretto da: Jerry Paris
- Scritto da: Fred Fox jr.

### Trama
Fonzie esce con Peggy, una donna lasciata dal marito Robert Clark, e gioca spesso con il figlio di lei, Bobby di sei anni. Ma Robert torna a casa e lei lascia Fonzie, ma non solo: vuole che Bobby non lo veda più. Fonzie e Bobby sono molto legati tra loro e sembra che niente li divida, ma il ricordo di non aver avuto un padre spingerà Fonzie a fare la cosa giusta.
- Altri interpreti: John Waldron (Bobby Clark), Karen Austin (Peggy Clark), Bruce Weitz (Robert Clark)

## Soavi sedici anni
- Titolo originale: Sweet Sixteen
- Diretto da: Jerry Paris
- Scritto da: Brian Levant

### Trama
Per i suoi sedici anni Joanie sta con Terrance "Tip" Corrigan che poi fa il cascamorto con altre e così lei lo pianta. Così al suo party alla francese organizzato da Arnold's, Joanie si ritrova con un tizio imbranato rimediato da sua madre, Burton Fitch. Tip Corrigan piomba alla festa dicendo che non può lasciarlo così e Burton lo allontana tra gli applausi di tutti.
- Altri interpreti: Ray Underwood (Terrance "Tip" Corrigan), Dan Spector (Burton Fitch)

## L'intrepido Ralph
- Titolo originale: Fearless Malph
- Diretto da: Jerry Paris
- Scritto da: Walter Kempley

### Trama
L'articolo di Richie sulla mosca viene cestinato e, nella ricerca di un nuovo articolo, s'imbatte nelle paure della sua famiglia. Cercando materiale sulla paura, scopre che Ralph è terrorizzato da qualsiasi cosa. Perciò Richie e Potsie lo portano dal professor Himmel che lo ipnotizza, ma dopo aver scoperto dai suoi topi in gabbia che alle ore 6,22 arriva un tornado.
- Altro interprete: Leon Askin (professor Himmel)

## L'occhio del male
- Titolo originale: The Evil Eye
- Diretto da: Jerry Paris
- Scritto da: Allen Goldstein

### Trama
È la festa di Halloween e Alfred è convinto che una strega di vecchia data lo stia cercando per lanciargli un malocchio. Fonzie gli porta un'amica vestita da strega che gli lancia una maledizione sul braccio destro, che lui non riuscirà a controllare. Mentre Howard, Marion (vestiti da clown) e Joanie (vestita da pirata) sono alla loggia del leopardo, Richie (vestito da mago), Potsie (vestito da Dracula) e Ralph (vestito da gobbo) cercano di "levargli" la maledizione, mentre Fonzie cerca di fargli capire che è una sciocchezza.
- Altra interprete: Mary Betten (la "strega")

## Fermate Alfred
- Titolo originale: The Claw Meets the Fonz
- Diretto da: Jerry Paris
- Scritto da: Susanne Gayne Harris

### Trama
Alfred è a colloquio col signor Holloway, un rappresentante del lago "michigan investiment", per investire su Arnold's. Ma ben presto ci si rende conto che il signor Holloway, accompagnato da Leo e da "Artiglio", è uno della mala che vuole Arnold's per impiantarci scommesse clandestine. Fonzie, Richie, Potsie e Ralph provano ad aiutare Alfred.
- Altri interpreti: Philip Pine (Dutch Holloway), Arthur Batanides ("Artiglio"), Walter Robles (Leo)
- Note: in un colloquio tra Alfred e Fonzie, Alfred allude al fatto che durante la seconda guerra mondiale è stato prigioniero in Germania.

## Cosa succede a Fonzie
- Titolo originale: The Fonz Is Allergic to Girl
- Diretto da: Jerry Paris
- Scritto da: Sheila Judis Weisberg e Mary-David Sheiner

### Trama
Fonzie ha un'allergia: mentre bacia le ragazze starnutisce. Quindi prova a smettere di frequentarle. Richie prova ad aiutarlo, trovando il problema.
- Altri interpreti: Patti Pivaar (Doris), Rebecca Gilchrist (Charlene)

## La Festa del ringraziamento
- Titolo originale: The First Thanksgiving
- Diretto da: Jerry Paris
- Scritto da: Bob Howard

### Trama
Festa del ringraziamento. Marion ha sgobbato tutta la giornata per preparare la festa, mentre i suoi stanno guardando la partita in TV. Così Marion racconta della Festa del ringraziamento: la storia coi nostri protagonisti si sposta nel 1621, quando non avevano simpatia per gli indiani, ma grazie a "Mastro Fonzie" tutto si sistema.
- Altro interprete: Tom E. Knife Chief (Pellerossa)

## Un ladro di baci
- Titolo originale: The Kissing Bandit
- Diretto da: Jerry Paris
- Scritto da: Beverly Bloomberg

### Trama
Richie viene erroneamente arrestato con l'accusa di essere il "ladro di baci". Pagata la cauzione, però, Richie è additato da tutti come colpevole, anche da ragazze felici. Così con l'aiuto di Fonzie e vestito da donna, prova a incastrare il vero colpevole.
- Altri interpreti: Charles Dougherty (il ladro di baci), Richard Road (truffatore arrestato), Merrie Lynn Ross (donna con chewing-gum arrestata), Judie Carroll (testimone)
- Note: per avere la casa libera e fermare il ladro di baci, Fonzie regala tre biglietti ad Howard, Marion e Joanie per andare al cinema a vedere il film d'animazione La carica dei 101, uscito negli Stati Uniti il 25 gennaio 1961, quindi siamo tra gennaio e febbraio 1961.

## Una incredibile magia
- Titolo originale: The Magic Show
- Diretto da: Jerry Paris
- Scritto da: Don Safran

### Trama
Howard e Alfred organizzano per la "loggia del leopardo" una cena di beneficenza sabato sera a favore di un orfanotrofio, come testimoniano i bimbi Luis e Luisa. All'evento, dovrà partecipare un mago, "il sorprendente Randy". Ma al momento di entrare in scena, Potsie gli dà da bere un bicchiere di vodka invece che di acqua e l'astemio Randy crolla. Allora il suo posto lo prende Fonzie, anche per il trucco del bidone dell'acqua, riscuotendo un enorme successo.
- Altri interpreti: George Fenneman (sé stesso), James Randy (il sorprendente Randy), Kathleen Marshall (Luisa), Scott Marshall (Luis)

## Una foto che vale
- Titolo originale: Richie Gets Framed
- Diretto da: Jerry Paris
- Scritto da: Fred Maio

### Trama
Richie si candida per diventare il presidente universitario del secondo anno, ma le 21 promesse vengono spazzate via dalla promessa dell'avversario Fred Owens di diminuire le ore di studio e di offrire birra. Per farlo rilassare, Fonzie lo porta dalla massaggiatrice Edie, ma mentre è lì viene sorpreso e fotografato da Fred. Richie, con Potsie e Ralph, tenta di impadronirsi di quella foto, ma poi ci ripensa, così la foto finisce sul giornale della scuola.
- Altri interpreti: Angela May (Edie), David Keith (Fred Owens), Steven Richmond (Mel Mullet)

## Il dono di Natale
- Titolo originale: Christmas Time
- Diretto da: Jerry Paris
- Scritto da: Beverly Bloomberg

### Trama
È Natale, nevica e fa freddo. Fonzie riceve la visita di un marinaio che gli consegna un pacco del padre. Mentre Richie, dipendente della posta, ha un alterco con Lori Beth per aver speso un po' di più per i regali. Non contenti dell'albero di Natale in alluminio preso da Howard, ne porta a casa uno vero, ma poi anche Marion, Fonzie, Potsie e Ralph e Alfred ne portano uno vero. In questo "bosco" di alberi, Fonzie, con l'aiuto di Richie, riesce ad aprire il pacco leggendo anche la lettera annessa e scoprendo che suo padre Vito non lo odia.
- Altri interpreti: Lynda Goodfriend (Lori Beth Allen), Eddie Fontaine (marinaio/Vito Fonzarelli)
- Note: Nell'ultima sequenza, Howard usa l'autoscatto per la foto di gruppo di Natale e sotto appare la scritta "Christmas 1960", quindi, rispetto a tre puntate fa, siamo tornati indietro di circa un mese. In ogni caso siamo nel periodo invernale 1960-1961.

## Fuoco, fiamme e... fumo
- Titolo originale: Smokin' Ain't Cool
- Diretto da: Jerry Paris
- Scritto da: Michael Loman

### Trama
Richie scopre che sua sorella Joanie, da quando frequenta le "Magnets", fuma e non passa molto che lo scoprono anche i suoi genitori, i quali ovviamente non sono d'accordo. Anche Fonzie prova a convincerla a non fumare, ma è una decisione che deve prendere da sola.
- Altri interpreti: Anna Garduno (Angela), Michael Dudikoff (Jim)

## I consigli di zia Fanny
- Titolo originale: Ralph vs. Potsie
- Diretto da: Jerry Paris
- Scritto da: Michael Loman

### Trama
Richie ha trovato lavoro presso il giornale Milwaukee Shoppes News come curatore della rubrica di zia Fanny visto che lei è via per un divorzio. Ma i guai iniziano quando Potsie e Ralph, alle corte, seguono alla lettera il consiglio di zia Fanny: trovare una via di mezzo, così, dividono in due l'appartamento, i loro litigi peggiorano non facendo più dormire Chachi e sua madre. Richie, con l'aiuto di Fonzie, tenta di mettere le cose a posto.

## Una canzone di successo
- Titolo originale: Stolen Melodies
- Diretto da: Jerry Paris
- Scritto da: Brian Levant

### Trama
Nonostante il divieto di Alfred, Leather Tuscadero accompagnata da Richie, Potsie, Ralph e Chachi registra un demo nel bagno degli uomini di Arnold's perché c'è un'ottima acustica. Mentre Joanie e Marion provano a ballare il twist, Fonzie trova, grazie una cameriera, un'audizione per Leather da Skip Oliver "il re dei teen-agers" di Sok Hop della Wzaz/tv. Ma un altro cantante (Freddie), in combutta con Oliver le ruba il pezzo. Con l'aiuto di Fonzie tutto si sistema.
- Altri interpreti: Suzi Quatro (Leather Tuscadero), Fred Fox jr. (Freddie), Dick Patterson (Skip Oliver)

## Una crisi... a lieto fine
- Titolo originale: Married Strangers
- Diretto da: Jerry Paris
- Scritto da: Bob Howard

### Trama
È il 23º anniversario di matrimonio di Howard e Marion e un test su un giornale rischia di rovinare tutto, ma Richie, Joanie e poi Fonzie convincono i due ad andare al "The Blue Lagoon", luogo dove hanno passato la luna di miele. Ma Marion non riesce ad avere le stesse cose di allora, quindi tornano a casa. Qui trovano Richie che ha trasferito Arnold's a casa sua, ma alla fine fanno festa anche loro.
- Altri interpreti: Crane Jackson (Hank), Joy McConnochie (Martha), Bob Millard (Danny Cotter), Vito Scotti (Otto)

## Una lezione di galateo
- Titolo originale: Marion: Fairy Godmother
- Diretto da: Jerry Paris
- Scritto da: Fred Maio

### Trama
Dopo una serata da Arnold's, Alfred manda a casa tutti perché deve uscire con una donna. Usciti tutti, con i loro compagni, Ralph rimane solo con Leather Tuscadero che accetta di andare con lui al ballo annuale dei R.O.T.C. una settimana dopo. Marion e Joanie provano a trasformare Leather in una donna da serata, mentre Ralph prova a essere una persona seria.
- Altri interpreti: Lynda Goodfriend (Lori Beth Allen), Lorrie Mahaffey (Jennifer Jerome), Suzi Quatro (Leather Tuscadero)
- Note: Nel tabellone a inizio puntata il nome di Alfred è scritto in Alfredo Delveccio.

Howard insegna a Marion a giocare a tre giochi in tre sere diverse: scarabeo, scala 40 e dama cinese.
Ultima apparizione per Suzi Quatro (Leather Tuscadero).

## Una bara piena di dollari
- Titolo originale: Fonzie's Funeral
- Diretto da: Jerry Paris
- Scritto da: Michael Loman

### Trama
Nel riparare un carro funebre, Fonzie trova dollari falsi nella bara. Così decide di restituire l'auto e di andare alla polizia. Ma non vedendolo tornare, Richie, Potsie e Ralph decidono di andare all'agenzia di pompe funebri per cercarlo, scoprendo che il titolare, chiamato "Caramello" perché ghiotto di dolciumi, è in effetti un falsario e che sa dall'ammanco di soldi. Sapendo dai suoi due scagnozzi di Fonzie, fa esplodere la sua officina con lui dentro.
Nella seconda parte, Fonzie si salva dall'esplosione grazie allo schedario con gli indirizzi delle ragazze. Per incastrare "Caramello", viene inscenato un finto funerale di Fonzie, così intanto gli uomini dell'"uomo del tesoro" possono cercare le stampanti dei soldi falsi.
- Altri interpreti: Gino Conforti (Sticky), Cliff Emmich (Caramello), Richard Moll (Eugene), John Moskal (uomo del tesoro), Lynda Goodfriend (Lori Beth Allen), Lorrie Mahaffey (Jennifer Jerome)
- Note: in questa puntata a rendere omaggio alla salma (finta) di Fonzie arriva il cast di Laverne & Shirley, oltre al breve ritorno di Pat Morita ovviamente nel ruolo di Arnold.

## Il ritorno di Mork
- Titolo originale: Mork Returns
- Diretto da: Jerry Paris
- Scritto da: Walter Kempley

### Trama
È il compleanno di Marion e, durante gli auguri, tutti gli invitati si bloccano tranne Richie: è tornato Mork da Ork e dice che vive nel 1982 e vuole saperne di più sul nostro pianeta, quindi mettendo due dita nelle orecchie di Richie riviviamo vecchie immagini, tra cui il famoso salto dello squalo.
- Altri interpreti: Robin Williams (Mork), Lynda Goodfriend (Lori Beth Allen), Lorrie Mahaffey (Jennifer Jerome), Dianne Harper (Karen), Audrey Landers (Kitty), Anne Lockhart (Marcia)
- Note: torna per la seconda e ultima volta Robin Williams nei panni dell'alieno Mork della serie Mork & Mindy.

Puntata celebrativa del quinto anniversario della serie, anche questa, come in due precedenti e alcune puntate, inizialmente non è andata in onda insieme alle altre.

## Il duello
- Titolo originale: The Duel
- Diretto da: Jerry Paris
- Scritto da: Fred Fox jr.

### Trama
In città arriva Jacques Du Bois, uno spadaccino francese, per una tournée nelle università americane. Rimane solo due giorni, ma si fa odiare per la sua antipatica strafottenza. In questo modo Richie lo insulta e Jacques lo sfida in un incontro di scherma, divenuto ufficiale dopo gli insulti a Joanie. Ma Richie non sa tirare di scherma, così il suo posto lo prende Fonzie.
- Altri interpreti: Patrick Gorman (Jacques Du Bois), Sarina Charne (Kitty Fox), Cary Shuman (Fred Brill), James Start (Frank)

## Una cera miracolosa
- Titolo originale: Chachi's Incredo Wax
- Diretto da: Jerry Paris
- Scritto da: Anthony DiMarco e David Ketchum

### Trama
Chachi è sempre senza soldi così, su consiglio di Fonzie che non vuole dargli un aumento, si mette a vendere una serie di spray che lucidano bene, ma rovinano gli oggetti rendendoli incollabili o lievitati. Per punire l'inventore Becket, Fonzie e Richie lo attirano nel garage di Fonzie e lo fanno parlare con due poliziotti nascosti ad ascoltare.
- Altri interpreti: Al Alu (Becket), Lynda Goodfriend (Lori Beth Allen), Diana Markworth (Leilani)
- Note: Assenti Erin Moran (Joanie) e Donny Most (Ralph), al piano dalla loro band siede Alfred che pare se la cavi bene.

## Anatomia, trenta e lode
- Titolo originale: Potsie Quits School
- Diretto da: Jerry Paris
- Scritto da: David Reo (sceneggiatura) e James Patrick Dunne (storia)

### Trama
Richie, Potsie, Ralph, Jennifer e Lori Beth passano tutta la notte a studiare anatomia. Il giorno dopo, stanco di essere preso di mira dal professore che terrorizza la classe, Potsie lascia l'università. Fonzie riesce a convincerlo a tornare dicendogli che, essendo un buon cantante, di provare a ricordare tutto cantando. Il giorno successivo, Potsie supera il test, ma il professore gli vuole dare zero perché è convinto che una nullità come lui può avere solo copiato.
- Altri interpreti: Delight De Bruine (Bunny), Lynda Goodfriend (Lori Beth Allen), Lorrie Mahaffey (Jennifer Jerome), James Millhollin (signor Rudi), Alan Rich (professor Thomas), David Daniel (studente)
- Note: Ultima apparizione per Lorrie Mahaffey (Jennifer Jerome) la ragazza di Potsie.